# 拉里维耶尔圣萨万
拉里维耶尔-圣萨万（法語：Larrivière-Saint-Savin，法語發音：[laʁivjɛʁ sɛ̃ savɛ̃]）是法国朗德省的一个市镇，位于该省东部，属于蒙德马桑区。

## 地名
在2006年以前，当地的官方名称并不含“圣萨万”。

## 地理
拉里维耶尔圣萨万（43°46'9"N, 0°25'39"W）面积16.85 平方千米，位于法国新阿基坦大区朗德省，该省份为法国西南部沿海省份，是法國本土面积第二大的省，北起吉倫特省，西临大西洋，南至大西洋比利牛斯省，东临热尔省，东北与洛特-加龍省接壤。
与拉里维耶尔圣萨万接壤的市镇（或旧市镇、城区）包括：博尔代雷和拉芒桑、比阿讷、克拉桑、法尔格、阿杜尔河畔格勒纳德、蒙加亚尔、勒南、阿杜尔河畔圣莫里斯。
拉里维耶尔圣萨万的时区为UTC+01:00、UTC+02:00（夏令时）。

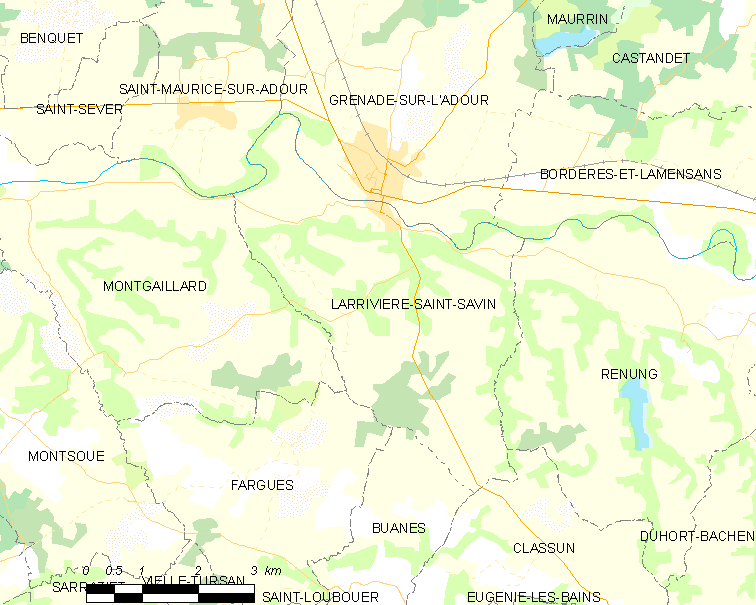
拉里维耶尔圣萨万的OSM定位图

## 行政
拉里维耶尔圣萨万的邮政编码为40270，INSEE市镇编码为40145。

## 政治
拉里维耶尔圣萨万所属的省级选区为阿杜尔-阿马尼亚克县。

## 人口

1962-2008年间拉里维耶尔圣萨万人口变化图示

拉里维耶尔圣萨万于2022年1月1日时的人口数量为588人。